# Geoffrey Dawson
George Geoffrey Dawson (25 de octubre de 1874 - 7 de noviembre de 1944) fue editor de The Times en dos ocasiones, de 1912 a 1919 y otra vez de 1923 a 1941. Su apellido original era Robinson, pero lo cambió en 1917.

## Primeros años
El nombre de nacimiento de Dawson fue George Geoffrey Robinson y sus padres eran George Robinson y su esposa Mary. Estudió en  Eton College y en el Magdalen College de la Universidad de Oxford y fue elegido para formar parte del All Souls College. Eligió una carrera relacionada con la administración pública, a la que ingresó por examen abierto en 1898. Después de un año en la Royal Mail, fue trasladado al Ministerio de las Colonias y en 1901 fue nombrado asistente privado del Secretario de Estado para las Colonias, Joseph Chamberlain. Más tarde, ese mismo año, obtuvo una posición similar con Lord Milner, alto comisionado en Sudáfrica. 
Como asistente de Milner, participó en el establecimiento de la administración británica de Sudáfrica en el periodo subsiguiente a la segunda guerra bóer. Mientras tanto, se convirtió en miembro del Milner's Kindergarten, un círculo de jóvenes asesores y funcionarios públicos egresados de la Universidad de Oxford, cuyos miembros incluyen a Leo Amery, Robert Brand, Philip Kerr, Richard Feetham y Lionel Curtis.

## Carrera periodística
Milner quería garantizarse el apoyo de los periódicos locales después de su regreso a Inglaterra. Convenció a los propietarios del rotativo The Star de Johannesburgo para que nombraran a Dawson como editor. Más tarde, Dawson consiguió también una posición como corresponsal de The Times en Johannesburgo; luego atrajo la atención de Lord Northcliffe, propietario de The Times, quien lo nombró editor del periódico en 1912. Sin embargo, a Dawson no lo hacía feliz la forma en que Northcliffe utilizaba el diario como instrumento para promover su agenda política personal y dejó el puesto en 1919. Volvió al cargo en 1923 tras la muerte de Lord Northcliffe, cuando el periódico pasó a manos de John Jacob Astor V. Para ese entonces, Robert Brand era cuñado de Astor, y se cree que lo introdujo al círculo de los Astor en Cliveden, el llamado Cliveden set, presidido por Nancy Astor.
En su segundo periodo como editor, Dawson empezó a utilizar el periódico de la misma forma que hizo Lord Northcliffe, para promover su propia agenda. También se convirtió en el líder de un grupo de periodistas que intentaron influir en la política nacional por medio de correspondencia privada con líderes políticos. Era muy cercano a Stanley Baldwin y Neville Chamberlain. Fue un destacado promotor y defensor de las políticas de apaciguamiento, después de que Adolfo Hitler llegó al poder en Alemania. Fue miembro de la Anglo-German Fellowship, bajo su dirección, The Times prohibió cualquier mención del antisemitismo alemán durante los años de la preguerra, cuando Hitler estaba en el poder.  Se opuso al sionismo. Es considerado una figura importante en los acontecimientos que condujeron a los acuerdos de Múnich en 1938. Se retiró de sus labores editoriales en 1941. Dawson también fue gran amigo de Edward Wood, más tarde Lord Halifax, quien fue Secretario de Relaciones Exteriores en el período de 1938-1940. Promovió las políticas de los gobiernos de Baldwin/Chamberlain del período 1936-1940.